# Бовшек, Анна Гавриловна
А́нна Гаври́ловна Бо́вшек (родилась 09 (21) января 1887 года, Одесса, Российская империя — умерла осенью 1971 года, Одесса, УССР, СССР) — советская театральная актриса, мастер художественного слова, педагог.

## Биография и деятельность

### Ранние годы
Родилась 9 (21) января 1887 г. в Одессе. Отец — банковский служащий, мать — преподавательница русского языка в гимназии. В семье было ещё несколько дочерей. Анна окончила восемь классов гимназии, училась на Московских высших женских курсах. Профессиональное образование получила в частной драматической студии А. И. Долинова и Первой студии Московского Художественного театра. В 1907 году поступила в труппу Одесского городского театра. Играла в театрах Одессы, Киева, Тулы, Нижнего Новгорода.
В 1914 году приехала в Москву, была принята в Первую студию МХТ. Работала под руководством К. С. Станиславского, Л. А. Сулержицкого и Е. Б. Вахтангова. Вышла замуж за театрального художника Павла Григорьевича Узунова, согласно свидетельствам современников, посаженным отцом на свадьбе был Станиславский.
После разрыва с мужем в 1916 году Бовшек оставила Художественный театр и ушла на фронт Первой мировой войны сестрой милосердия. В годы революции погиб отец.

### Зрелость
В начале 1920-х годов Бовшек жила и работала в Киеве, выступала на концертах с художественным чтением, была одним из первых советских мастеров художественного слова. После одного из вечеров познакомилась с писателем С. Д. Кржижановским, ставшим её вторым мужем (официально брак был зарегистрирован четверть века спустя, в 1946 году). В Киеве Бовшек и Кржижановским было подготовлено несколько совместных концертных программ, в которых принимал участие также Г. Г. Нейгауз.
В 1922 году А. Г. Бовшек обратилась к педагогической деятельности. Параллельно с концертными выступлениями преподавала актёрское мастерство и технику речи в Высшем музыкально-драматическом институте им. Н. В. Лысенко, Театральной академии, студии Соловцовского театра.
В том же году вернулась в Москву, поселилась в коммунальной квартире в Земледельческом переулке, 3. Вскоре в Москву перебрался и Кржижановский. Бовшек преподавала в Высших государственных экспериментальных мастерских Камерного театра, Театральном техникуме им. А. В. Луначарского, на курсах им. А. Н. Островского. В 1926—1932 годах была научным сотрудником 1-го разряда при Государственной театральной библиотеке Малого театра, консультантом по репертуару и вопросам театрального образования.
С 1936 по 1962 год была руководителем и преподавателем Студии художественного слова Московского городского Дома пионеров и школьников в переулке Стопани. Куратором студии был И. М. Москвин. Студия работала и в годы Великой Отечественной войны, актёрские бригады ездили по госпиталям, выступали с концертами.
Параллельно с работой в студии Бовшек преподавала культуру речи в Институте повышения квалификации педагогов, Московском городском педагогическом институте им. В. П. Потёмкина, с 1943 года была преподавателем техники речи в Камерном театре.
После смерти С. Д. Кржижановского в 1950 году работала с его архивом. Бовшек удалось осуществить передачу рукописей писателя в Центральный государственный архив литературы и искусства (ЦГАЛИ); сложность заключалась в том, что при жизни Кржижановский практически не печатался.

### Последние годы
В 1962—1966 годах Анна Бовшек возглавляла студию художественного слова при Государственном музее А. С. Пушкина.
В конце жизни она вернулась в Одессу, в построенный отцом дом, где жили сёстры и где прошли её последние годы. А. Г. Бовшек умерла осенью 1971 года. Похоронена на 2-м христианском кладбище (уч. № 22) в Одессе.

## Сценическое творчество
Сведений об актёрском творчестве А. Г. Бовшек сохранилось немного. Известно об исполнении ею роли княжны Марьи Болконской в немом фильме «Война и мир», поставленном А. Я. Протазановым совместно с В. Р. Гардиным в 1915 (по др. свед., 1916) году. Фильм не сохранился.
Известно о выступлениях Бовшек в 1920-х годах в Киеве — как с собственными концертными программами (художественное чтение поэмы А. Блока «Двенадцать» и др.), так и в совместных с С. Д. Кржижановским и Г. Г. Нейгаузом вечерах.
По оценке Р. М. Фрумкиной —

Собственные «чтецкие» вечера Бовшек были успешными ещё в 20-х годах в Киеве. Помимо собственно мастерства она обладала тем особым изяществом, которое было свойственно актрисам раннего МХТ и Вахтанговской школы.
Выполненные А. Г. Бовшек инсценировки отрывков из романа Л. Н. Толстого «Война и мир» с рекомендациями исполнителям опубликованы посмертно в посвящённом ей мемориальном сборнике.

## Педагогическая деятельность
За четверть века работы в Студии художественного слова А. Г. Бовшек подготовила несколько поколений студийцев, в числе которых Р. Быков, Л. Касаткина, Г. Печников, Г. Ансимов, Н. Эфрос, Н. Молева, Н. Прокопович, С. Никоненко, А. Мещерякова, О. Васильков, А. Леонтьев и другие.
Георгий Ансимов вспоминал: 

Эта женщина повернула моё сознание совсем в другую сторону. …Она рассказала мне о том богатстве, которое лежит за словами. …Это стало первым столпом в моём сознании. С тех пор я всю жизнь и всегда делаю то, чему меня начала учить Анна Гавриловна Бовшек: ищу смысл.

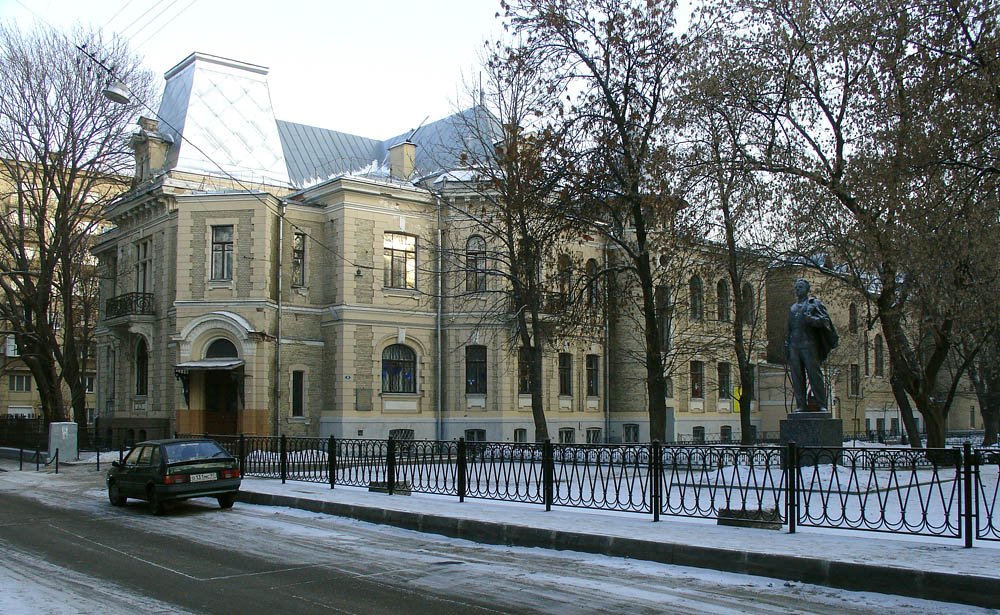
Здание бывш. Дворца пионеров.
Москва, бывш. переулок Стопани, 6.
Фотография 2008 года

Ставшие известными деятелями культуры ученики А. Г. Бовшек отмечали её дар раскрытия индивидуальностей, «умение соединить поэтический материал с данными юного артиста», дать «творческий импульс проникновения в произведение и соединения себя с ним», «основополагающую роль», которую она сыграла в их профессиональном становлении.
Основатель и первый директор Государственного музея А. С. Пушкина А. З. Крейн характеризовал метод А. Г. Бовшек — педагога и режиссёра как «сочетание индивидуальной работы с коллективной: каждый готовит свою программу и все вместе готовят композиции».
«Если бы не было Дома пионеров и Анны Гавриловны, которая угадала и подсказала мне репертуар, я не стал бы артистом…» — отмечал Геннадий Печников.
Авангард Леонтьев вспоминал:

Невозможно передать всё, чему учила нас Анна Гавриловна. Это был сплав этики и эстетики. То есть именно то, к чему стремились в начале XX века студии Художественного театра.

## Литературная работа
А. Г. Бовшек был сохранён и систематизирован архив С. Д. Кржижановского, на основе которого в 2001—2013 годах издано 6-томное собрание сочинений писателя. Часть рукописей Кржижановского, публикация которых в советское время была невозможна, Бовшек не доверила государственному архиву и увезла с собой в Одессу. После её смерти часть бумаг была передана родственниками в Одесское отделение Литфонда УССР.

…Это вдова сохранила архив: то зарывала рукописи в дровяном сарае, то маскировала в коммуналке какой-то ветхой парчой. Она их подготовила к печати. <…> И твёрдо знала: когда-нибудь книги будут.— Авангард Леонтьев
В 1960-х годах А. Г. Бовшек обратилась к мемуарам. Ею были написаны воспоминания о Кржижановском «Глазами друга». Воспоминания впервые опубликованы посмертно в 1990 году в сборнике избранного Кржижановского «Возвращение Мюнхгаузена», в 2009 году переизданы в мемориальном сборнике, посвящённом самой Бовшек.
По оценке филолога Р. М. Фрумкиной —

Текст этот слегка суховатый, но со скрытым жаром. Именно как литературное произведение он обладает редкими достоинствами — лаконичностью и благородной сдержанностью. Бовшек удалось очертить характер Кржижановского, столь тяжёлый для него самого, и уж тем более — для других. Анна Гавриловна ничего, казалось бы, не скрывает, но и не поддаётся искушению обвинить власть имущих в том, что жизнь самого близкого ей человека была «литературным небытием». Анна Гавриловна была, несомненно, поразительно трезва и в высшей степени проницательна: только абсолютно ясная мысль может порождать столь прозрачные тексты.
«Безусловную литературную одарённость» Фрумкина отмечает также в мемуарном тексте Бовшек, посвящённом фольклористу и чтецу О. Э. Озаровской, опубликованном посмертно в «Toronto Slavic Quarterly».

## Награды
- Медаль «За оборону Москвы»[6]
- Медаль «За доблестный труд в Великой Отечественной войне 1941—1945 гг.»[6]
- Медаль «В память 800-летия Москвы»[6]
- Знак «Отличник народного просвещения РСФСР»[6]

## Память
К 120-летию со дня рождения А. Г. Бовшек снят посвящённый ей документальный фильм «Жизнь поперёк строк» (реж. Игорь Калядин). В том же 2009 году издан сборник воспоминаний о Бовшек, составленный одним из её учеников Авангардом Леонтьевым
Архив А. Г. Бовшек хранится в РГАЛИ.